# Zinaida Serebrjakova

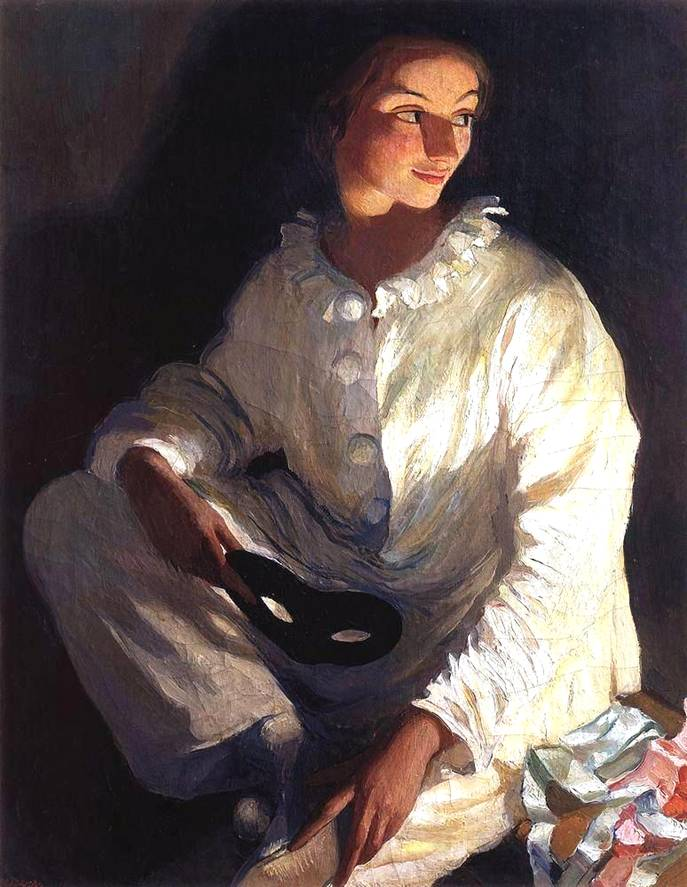
Självporträtt som Piero, 1911

Zinaida Jevgenjevna Serebrjakova (ryska: Зинаида Евгеньевна Серебрякова), född Lansere 10 december 1884 i Charkov, Ukraina, död 19 september 1967 i Paris, var en ukrainsk målare. Under 1910-talet utförde hon sina mest kända verk.

## Biografi
Serebrjakova föddes i en konstnärsfamilj på en lantegendom utanför Charkov i Ukraina. Hon var dotter till skulptören Jevgenij Lansere och målaren Jekaterina Lansere, som tillhörde den framstående släkten Kavos-Benois. När fadern dog 1886 flyttade modern med sin tvååriga dotter till sin bror Alexandre Benois i Sankt Petersburg. Serebrjakova visade tidigt konstnärliga anlag och fick 1901 studera i Ilja Repins konstskola. Hon reste till Italien och studerade venetianska mästare. Hon återvände och fick undervisning av den judiska konstnären Osip Braz. Serebrjakova gifte sig 1905 med järnvägsingenjören Boris Serebrjakov.
År 1916 beslutade den Ryska konstakademien att tilldela Serebrjakova och tre andra kvinnor akademikers titel, vilket skulle bli första gången den förlänats kvinnliga konstnärer. Ceremonin fick dock ställas in på grund av februarirevolutionens utbrott.
Under revolutionsåren brändes även hennes familjegård ned och hennes man dog i tyfoidfeber. Hon flyttade till Paris 1924 då hon vägrade göra propaganda eller måla revolutionär avantgarde-konst. Där fortsatte hon måla porträtt, framför allt av fiskare och bönder, men levde ett mer tillbakadraget liv.

## Zinaida Serebrjakovas måleri
Serebrjakova inspirerades av enkelheten hos de venetianska mästarna och såg i detta en koppling till den ryska naturen. Främst är hon känd för sina porträtt men hon målade även landskapsbilder, stilleben och kompositioner med människor. Återkommande motiv är den ryska bondekulturen, dansare, självporträtt och porträtt av hennes egna barn. Under senare delen av sitt liv reste hon mycket varför det även finns flera målningar av henne med motiv från Nordafrika. Till skillnad från många i hennes samtid intresserade hon sig aldrig för abstraktion, utan lät sig istället influeras av realism, impressionism, art nouveau, symbolism, japonism och expressionism. Hon arbetade främst i olja, vattenfärger och pastell.
Serebrjakovas mest kända självporträtt, À la toilette, målades 1909 och visades samma år på en utställning av Mir Iskusstva-gruppen. Det hyllades för sin rättframhet och enkelhet och pekades ut som ett av utställningens bästa verk – Alexandre Benois ägnade det halvparten av utrymmet i katalogen – och inköptes av Tretjakovgalleriet.

## Galleri

Målningar i kronologisk ordning
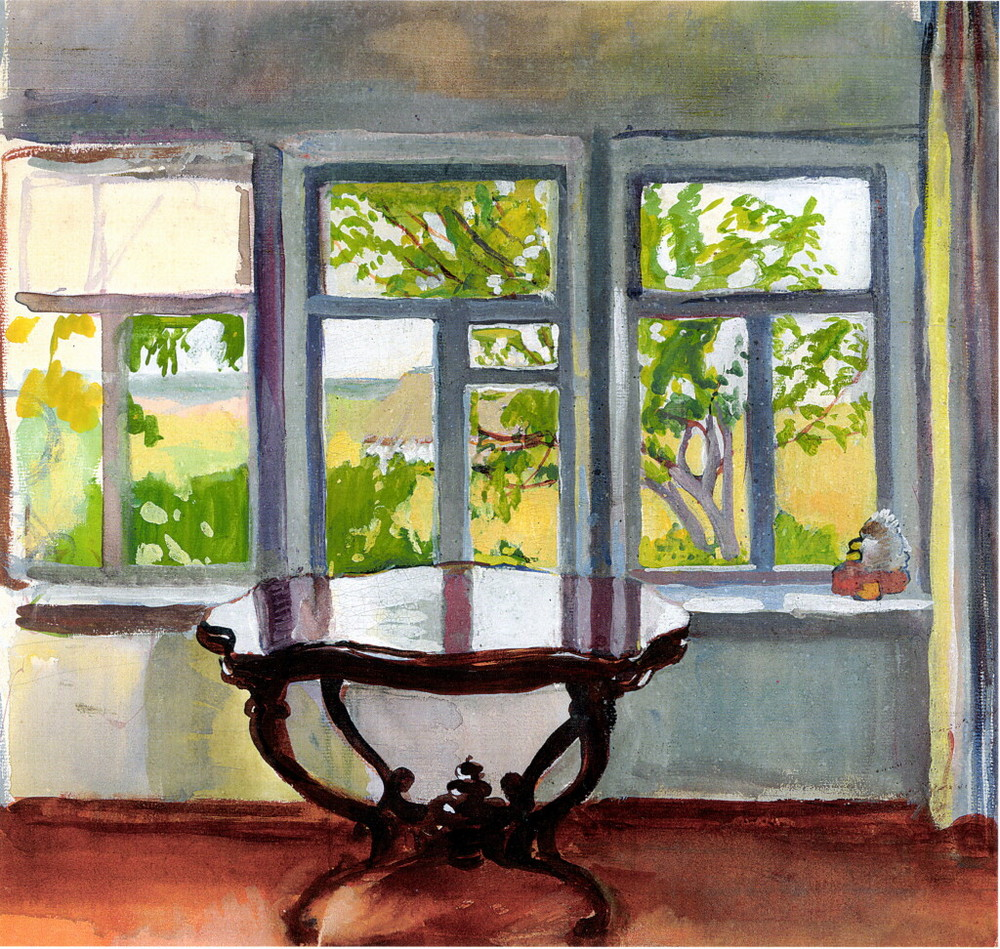
Verandan om våren, 1900
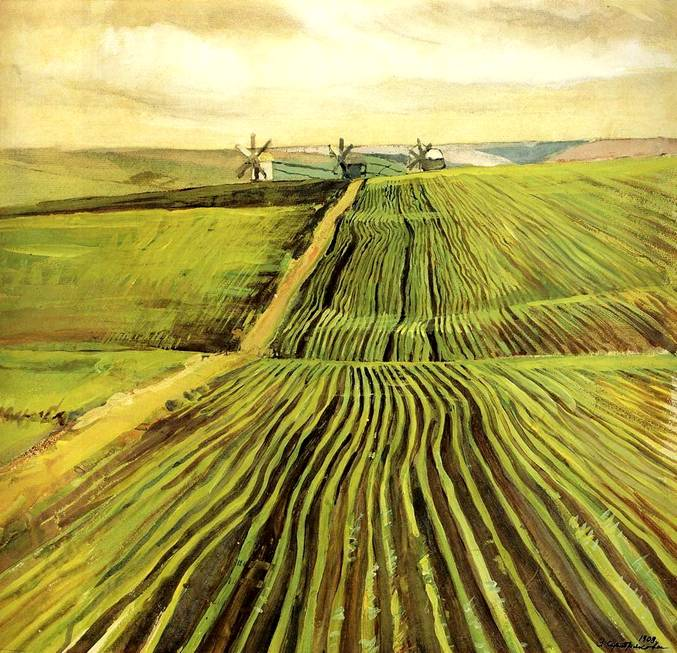
Skott av höstens grödor, 1908
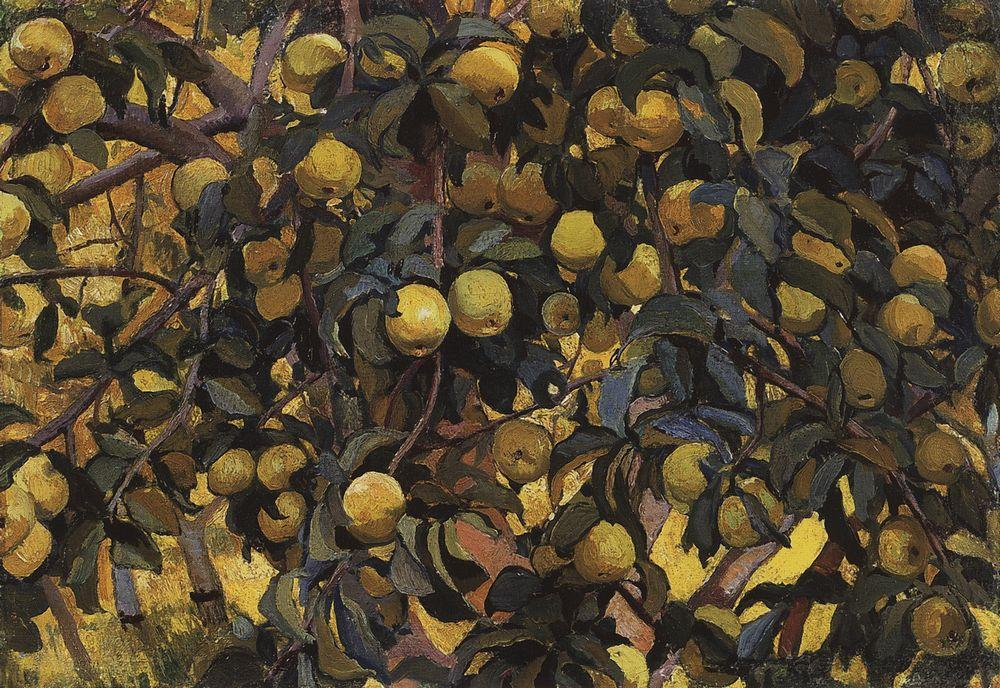
Äpplen på grenarna, 1910
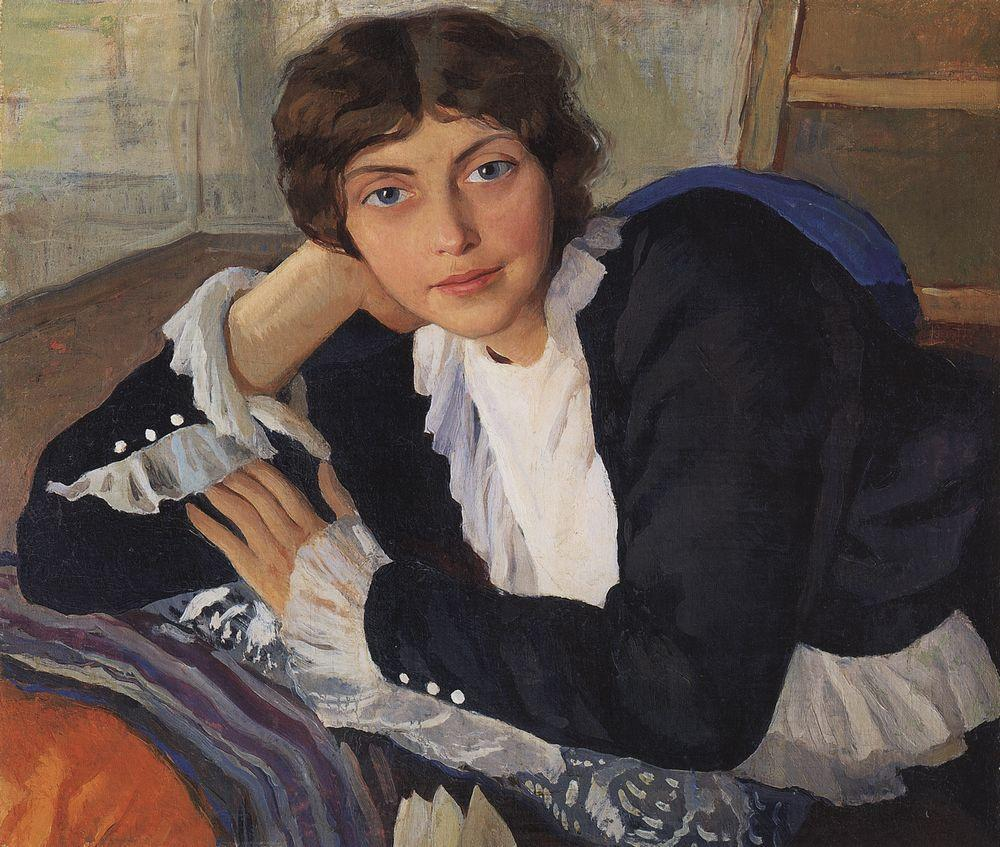
Porträtt av Lila Braz, 1910
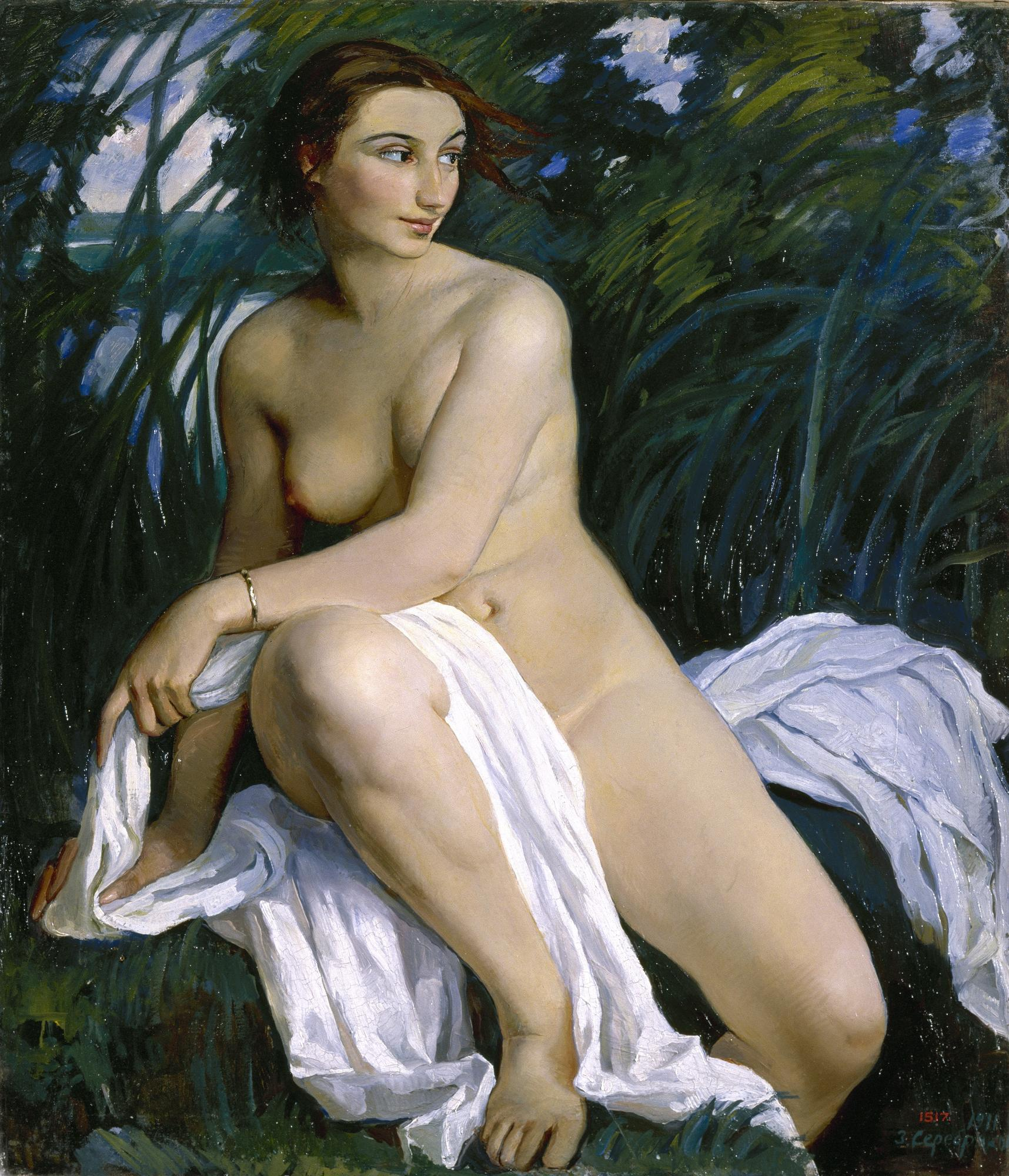
Nakenakt, 1911
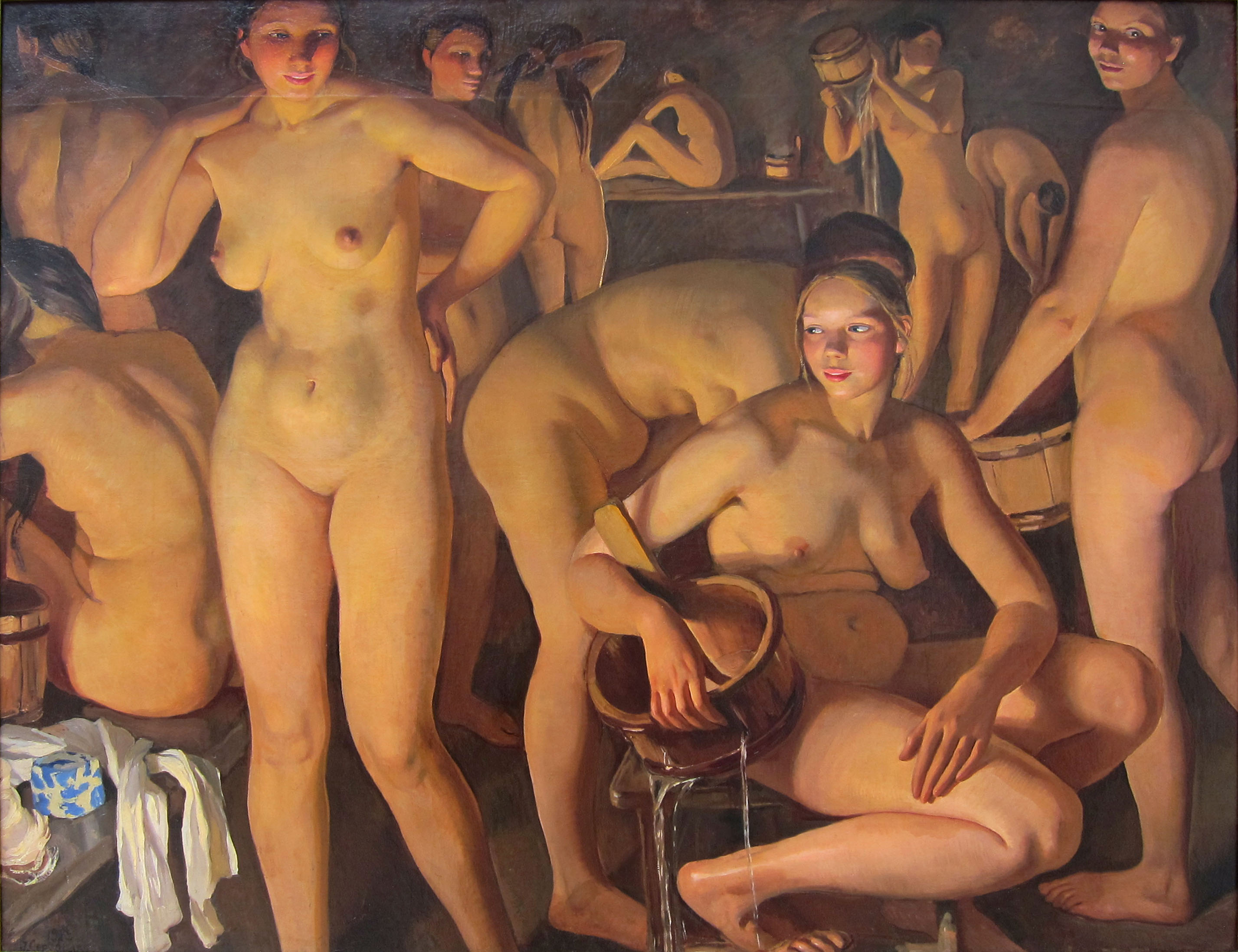
Badhus, 1913
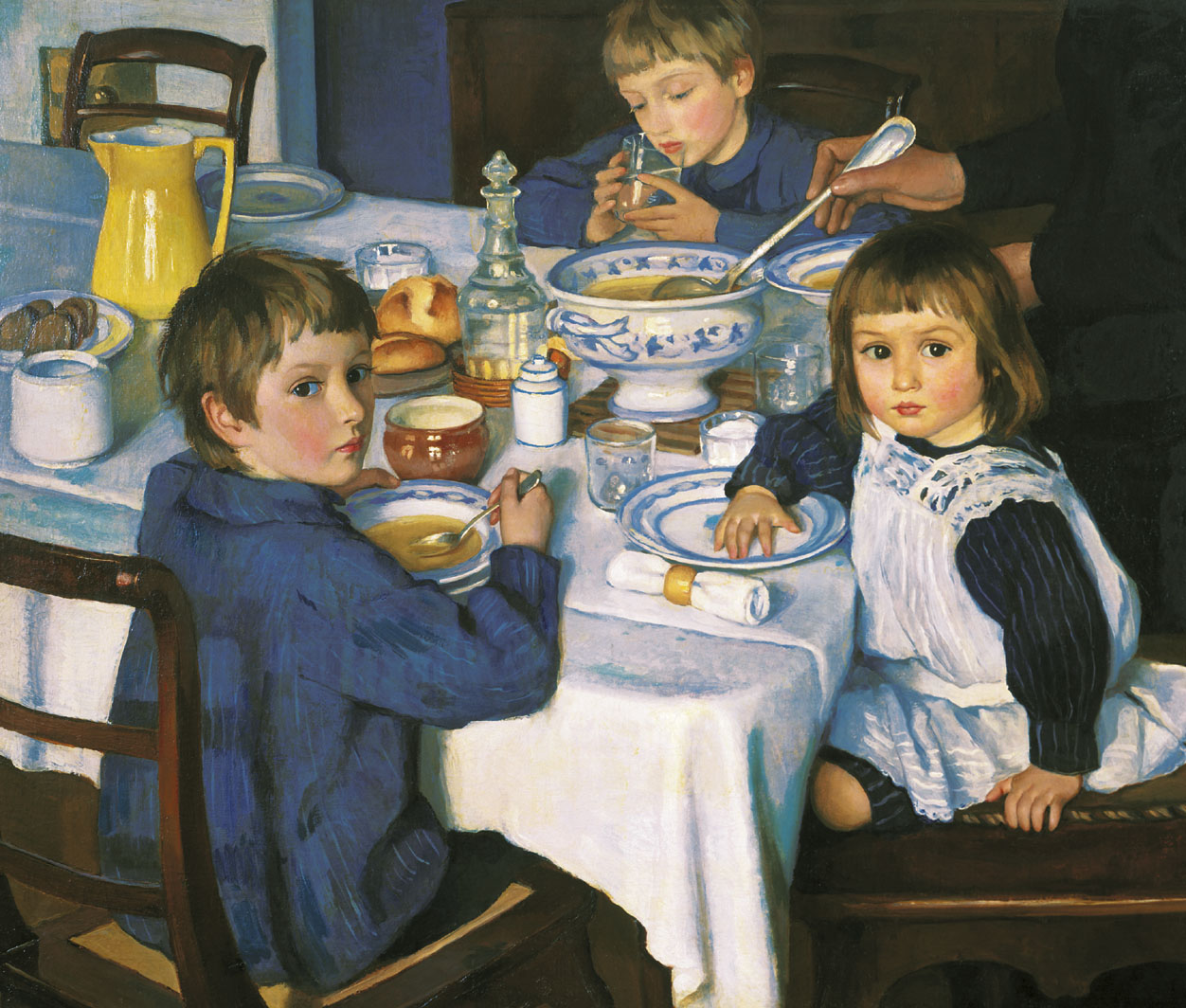
Vid frukosten, 1914
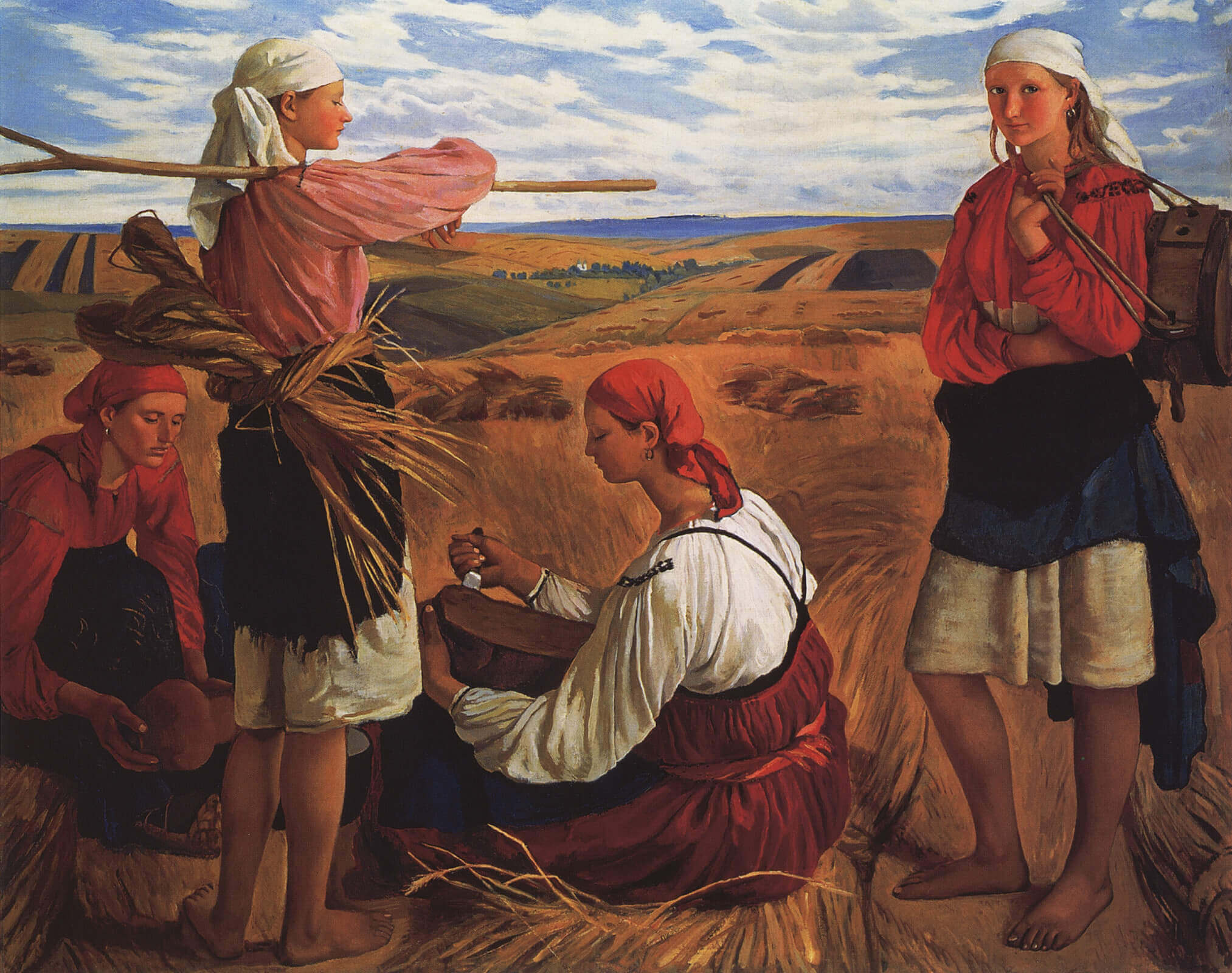
Skörd, 1915